# Daniel Wretström
Daniel Juhani Wretström, född 15 oktober 1983 i Timrå, död 9 december 2000 i Salem, var en svensk skinnskalle som spelade trummor i vit makt-bandet Vit legion.
Han mördades vid en busshållplats i hörnet av Säbytorgsvägen och Storskogsvägen i Salem. Svenska nynazister har därefter gjort honom till en symbol som uppmärksammades i samband med de årliga Salemmarscherna under 00-talet.

## Mordet
Mordet föregicks av en misshandel, där minst fem–sex personer var inblandade. Han höggs sedan till döds med en kniv. Förövaren bedömdes ha "en allvarlig psykisk störning" och dömdes till rättspsykiatrisk vård.
Eftersom flera av dem som utförde misshandeln hade invandrarbakgrund betraktar svenska nynazistiska vit makt-grupper och organisationer Daniel Wretström som en martyr som av dessa benämnts som "en svensk Horst Wessel". En politisk marsch, den så kallade Salemmarschen genomfördes till minne av mordet och Wretström första gången sex dagar efter mordet i december 2000, och sedan dess årligen fram till 2011 på den ungefärliga dödsdagen. Ansvariga för marschen var Salemfonden. Olika anti-rasistiska organisationer brukade anordna motdemonstrationer.
Ett porträtt på Wretström med titeln "De förlorade drömmarnas skog 1" av Markus Andersson har varit med i en utställning på Moderna museet.

## Politisk hemvist
Wretström har i media beskrivits som nazist, då han var aktiv som trumslagare i det nynazistiska bandet Vit legion och en skinhead i Stockholms högerextrema miljö. Han hade även flera politiska tatueringar på kroppen, bland annat en SS-Totenkopf och symboler för vit makt. Stieg Larsson, tidigare chefredaktör på tidskriften Expo, menade att Wretström "naturligtvis inte [var] nazist" då han ansåg att en person på 17 år var för ung för att ta ställning i sådana frågor. Wretströms mor beskrev honom som en "ung sökare", som även besökte kyrkor.

## Fotnoter
1. ↑  I folkbokföringen stavas namnet Vretström[1]